# Пассер, Иван
И́ван Пассер (чеш. Ivan Passer; 10 июля 1933, Прага, Чехословакия — 9 января 2020) — чешский кинорежиссёр и сценарист, представитель «Новой волны» в кинематографе Чехии.

## Биография
Иван Пассер родился в 1933 году в Праге и был единственным ребёнком в семье директора национального банка Чехии.
Окончил факультет кино и телевидения (FAMU) Пражской академии искусств. Сотрудничал с Милошем Форманом в ряде его кинематографических проектов в качестве автора сценария и второго режиссёра. Свой первый фильм «Интимное освещение» поставил в 1965 году.
В 1968 году после подавления Пражской весны при поддержке Карло Понти эмигрировал в США. Его первый американский фильм «Рождённый побеждать» (1971) с участием Роберта Де Ниро получил хорошую оценку критики.
В конце 1990-х годов по предложению Милоша Формана был приглашён режиссёром в российско-немецко-казахстанский кинопроект «Кочевник», но из-за регулярных задержек с финансированием производства снял лишь часть картины и отказался от дальнейшего сотрудничества. Завершил работу Сергей Бодров (старший), работой которого Пассер остался очень доволен. В 2006 году получил премию «Чешский Лев» за многолетний художественный вклад в чешский кинематограф.
В 2008 году был председателем жюри Кинофестиваля в Карловых Варах.

## Фильмография
| Год  |    | Русское название              | Оригинальное название                            | Роль                                             |
| ---- | -- | ----------------------------- | ------------------------------------------------ | ------------------------------------------------ |
| 1963 | ф  | Конкурс                       | Konkurs                                          | автор сценария для Милоша Формана                |
| 1964 | ф  | Скучный полдень               | Fádní odpoledne (англ. A Boring Afternoon)       | режиссёр, автор сценария                         |
| 1965 | ф  | Любовные похождения блондинки | Lásky Jedné Plavovlásky (англ. Loves of a Blond) | автор сценария для Милоша Формана                |
| 1965 | ф  | Интимное освещение            | Intimní osvětlení (англ. Intimate Lighting)      | режиссёр, автор сценария                         |
| 1967 | ф  | Бал пожарных                  | Horí, má panenko (англ. The Firemen’s Ball)      | автор сценария для Милоша Формана                |
| 1971 | ф  | Рождённый побеждать           | Born to Win                                      | режиссёр                                         |
| 1974 | ф  | Закон и беспорядок            | Law and Disorder                                 | режиссёр, автор сценария                         |
| 1976 | ф  | Преступление и страсть        | Crime and Passion                                | режиссёр, соавтор сценария                       |
| 1977 | ф  | Серебряные медведи            | Silver Bears                                     | режиссёр                                         |
| 1981 | ф  | Путь Каттера                  | Cutter's Way                                     | режиссёр                                         |
| 1985 | ф  | Творец                        | Creator                                          | режиссёр                                         |
| 1988 | ф  | Лето                          | Haunted Summer                                   | режиссёр                                         |
| 1990 | тф | Четвёртая история             | Fourth Story                                     | режиссёр                                         |
| 1992 | тф | Сталин                        | Stalin                                           | режиссёр                                         |
| 1994 | тф | Когда правосудие спит         | While Justice Sleeps                             | режиссёр                                         |
| 1995 | тф | Похищенный                    | Kidnapped                                        | режиссёр                                         |
| 1999 | ф  | Дерево желаний                | The Wishing Tree                                 | режиссёр                                         |
| 2000 | тф | Пикник                        | Picnic                                           | режиссёр                                         |
| 2000 | ф  | Бархатное похмелье            | Velvet Hangover (чеш. Sametová kocovina)         | один из интервьюируемых, «сам себя»              |
| 2006 | ф  | Кочевник                      | Nomad                                            | режиссёр, совместно с Сергеем Бодровым (старшим) |

## Награды и номинации
- 1966 — Гран-При Международного кинофестиваля в Локарно, Швейцария за короткометражный фильм «Скучный полдень»
- 1970 — премия Национального общества кинокритиков США за лучший оригинальный фильм «Интимное освещение»
- 1973 — специальная награда режиссёру, не получившему должного общественного признания в рамка премии Национального общества кинокритиков США за фильм «Интимное освещение»
- 2008 — специальный приз жюри Кинофестиваля в Карловых Варах за многолетний вклад в мировой кинематограф